# Região da Uva e Vinho

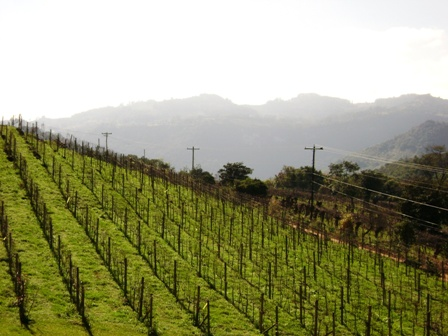
Paisagem de parreiral no inverno de 2007, no Vale dos Vinhedos, no interior de Bento Gonçalves

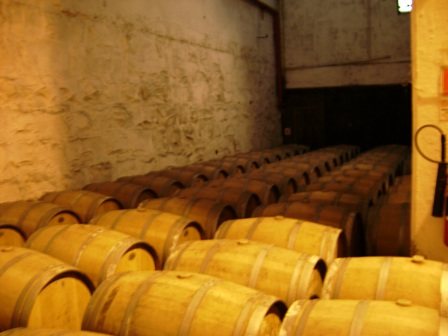
Barris em vinícola de Bento Gonçalves

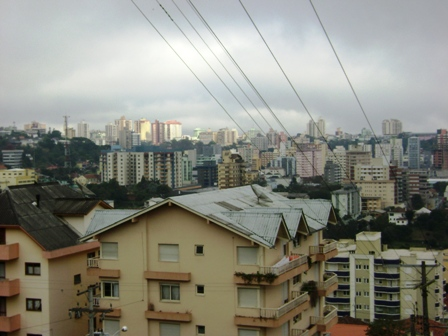
Vista parcial de Bento Gonçalves

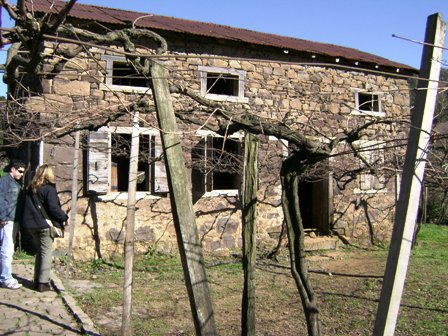
Casa de Pedra, nos Caminhos de Pedra, roteiro turístico do distrito de Pinto Bandeira (Bento Gonçalves)

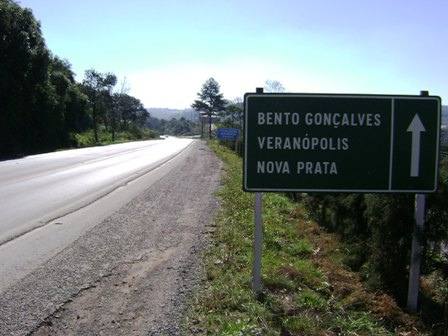
Placa na RST-470, nas proximidades de Bento Gonçalves

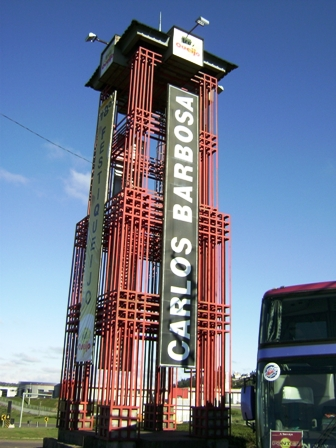
Pórtico de Carlos Barbosa

A Região da Uva e Vinho é uma zona turística brasileira localizada no nordeste do estado do Rio Grande do Sul. Engloba os municípios com maior produção de uva e do vinho no país. Esta condição fez com que a região se transformasse em um dos mais importantes polos turísticos gaúchos, sendo visitado por centenas de milhares de turistas gaúchos, de outros estados brasileiros e também de outros países.

## Colonização italiana
O fator determinante para o perfil da ocupação humana atual da região foi a colonização do imigrante italiano, nas últimas décadas do século XIX. Com seu sistema de colônias, realizando a produção das uvas (os imigrantes introduziram diversas variedades da fruta até então desconhecidas no Brasil) e do vinho (produzido de forma artesanal) em pequenas propriedades, cresceram ao longo do século XX, através de novos métodos de produção vitivinícola e aproveitando um ótimo potencial turístico, não deixando de lado as tradições de seus antepassados, como: as moradias construídas a base de pedra; a fabricação caseira de massas, polenta, galeto (frango assado de pequeno porte) e pães; os jogos típicos, como o truco; o consumo moderado de vinho (fator que faz dos habitantes de Veranópolis possuírem uma das maiores expectativas de vida do Brasil e o título de "Terra da Longevidade"); as músicas típicas, como a famosa e tradicional Mérica, Mérica!; e o dialeto vêneto, entre outras.

## Relevo
Com terras acima dos 600 metros, a Região da Uva e Vinho encontra-se dentro do Planalto Basáltico e do Planalto Meridional. Apresenta alguns vales, como o do Rio das Antas, onde encontra-se a maior ponte em forma de arco do mundo, a Ponte Ernesto Dornelles, na divisa entre Bento Gonçalves e Veranópolis.

## Clima
Subtropical, com verões brandos e invernos rigorosos (temperaturas chegam facilmente a 0 grau Celsius). Chuvas regularmente distribuídas.

## Economia
Com 83 vinícolas (tanto familiares, quanto grandes empresas), onde os visitantes conhecem o processo de transformação da uva e fabricação do vinho e dos espumantes e degustam o resultado final, a Região da Uva e Vinho vem ganhando cada vez mais destaque nacional no setor econômico e turístico.

## Municípios
- André da Rocha
- Antônio Prado
- Bento Gonçalves
- Carlos Barbosa
- Casca
- Caxias do Sul
- Coronel Pilar
- Cotiporã
- Fagundes Varela
- Farroupilha
- Flores da Cunha
- Garibaldi
- Guaporé
- ipê
- Marau
- Monte Belo do Sul
- Nova Araçá
- Nova Bassano
- Nova Pádua
- Nova Prata
- Nova Roma do Sul
- Pinto Bandeira
- Protásio Alves
- Santa Tereza
- Santo Antônio da Palma
- São Marcos
- São Valentim do Sul
- São Vendelino
- Serafina Corrêa
- União da Serra
- Veranópolis
- Vila Flores
- Vila Maria
- Vista Alegre do Prata